# Dževad Karahasan

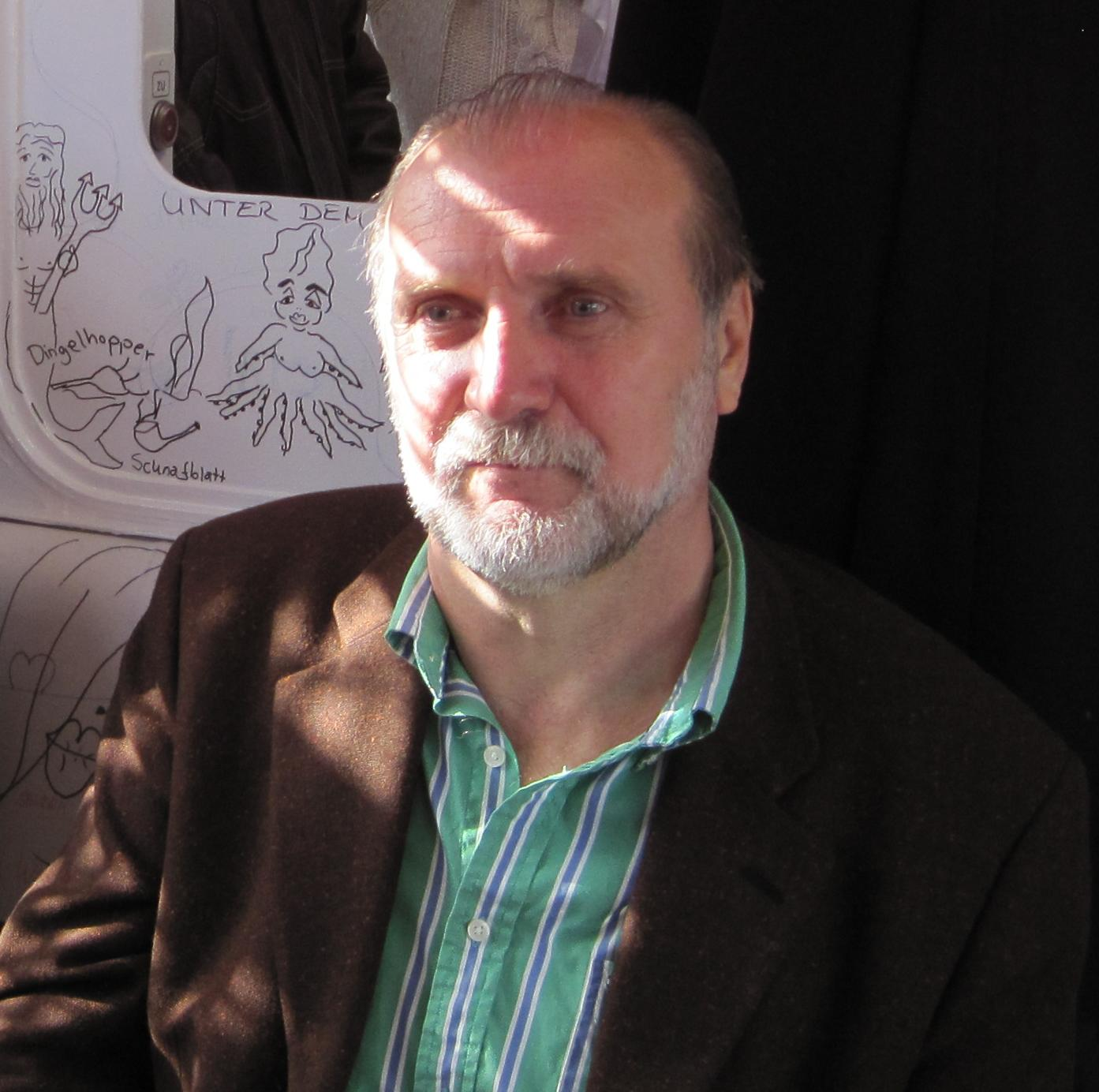
Dževad Karahasan während einer Diskussionsveranstaltung im MELEZ-Zug der RUHR.2010

Dževad Karahasan (* 25. Januar 1953 in Duvno, SR Bosnien und Herzegowina, SFR Jugoslawien; † 19. Mai 2023 in Graz, Österreich) war ein bosnisch-herzegowinischer Schriftsteller, Dramatiker, Essayist, Dramaturg und Literaturwissenschaftler.

## Leben
Geboren als Sohn muslimischer Eltern, erhielt er seine erste prägende Bildung von Franziskaner-Patres. Er studierte Literatur- und Theaterwissenschaft in Sarajevo, die Promotion erfolgte an der Universität Zagreb.
1993 floh Karahasan aus der umkämpften Stadt Sarajevo, die in Teilen seines Werkes eine zentrale Rolle spielt.
Von 1986 bis 1993 war Karahasan Dozent für Dramaturgie und Dramengeschichte an der Akademie für szenische Künste der Universität Sarajevo, seit 1993 war er Gastdozent an verschiedenen europäischen Universitäten, darunter Salzburg, Berlin und Göttingen. 2009 war Karahasan Siegfried-Unseld-Gastprofessor an der Humboldt-Universität zu Berlin.
Ab 1993 arbeitete Karahasan als Dramaturg und Dramatiker für ARBOS – Gesellschaft für Musik und Theater. Seine Theaterstücke wurden in Österreich (Wien, Krems, Hallein, Eisenstadt, Salzburg, Villach, Klagenfurt), Deutschland (Gera, Erfurt, Berlin, Leipzig), Bosnien-Herzegowina (Sarajevo), Ukraine (Odessa), Tschechien (Prag, Hradec Králové, Brno), Kosovo (Prishtina), Polen (Szczecin), Singapur (Singapore Arts Festival) und den USA (Washington D.C.) gespielt.
Neben Büchern veröffentlichte Karahasan zahlreiche Artikel in verschiedenen europäischen Zeitschriften, war außerdem Dramaturg am Nationaltheater Sarajevo und Stadtschreiber von Graz. 2013 wurde er zum korrespondierenden Mitglied der Deutschen Akademie für Sprache und Dichtung gewählt.
Karahasan lebte und arbeitete in Graz und Sarajevo. Im Mai 2023 verstarb Dževad Karahasan im Alter von 70 Jahren in Graz.

## Preise
- 1981: Veselin-Masleša-Preis, Sarajevo
- 1990: Jugoslawischer Romanpreis, Sisak 1990
- 1991: Literaturpreis der Franziskanerprovinz Bosna Srebrena, 1991
- 1994: Prix européen de l’essai Charles Veillon (Europäischer Essaypreis Charles Veillon), Lausanne
- 1995: Bruno-Kreisky-Preis für das politische Buch (Hauptpreis) für Tagebuch der Aussiedlung[4]
- 1999: Herder-Preis, Wien
- 2004: Leipziger Buchpreis zur Europäischen Verständigung
- 2010: „Vilenica-Preis“ des slowenischen Schriftstellerverbandes, Vilenica
- 2012: Ehrengabe der Heinrich-Heine-Gesellschaft, Düsseldorf
- 2012: Goethe-Medaille des Goethe-Instituts, Weimar
- 2014: Ehrendoktor der Historisch-Philosophischen Fakultät der Universität Basel[5]
- 2017: Franz-Nabl-Preis, Graz[6]
- 2019: Jeanette Schocken Preis, Bremerhaven
- 2020: Goethepreis der Stadt Frankfurt am Main[7][8]
- 2023: Fritz-Csoklich-Demokratiepreis (posthum)[9]

## Veröffentlichungen
in deutscher Übersetzung
Prosa und Essays
- Der östliche Diwan, Wieser 1993
- Tagebuch der Aussiedlung, Wieser 1993
- Königslegenden, Galrev 1996
- Bürger Handke, Serbenvolk, in „Die Angst des Dichters vor der Wirklichkeit“, Steidl 1996
- Ob Faust gerettet werden soll? in „Freiheit.Gleichheit.Brüderlichkeit.“, Bregenzer Festspiele 1996
- Die Geographie des Schattens, Kursbuch Nr. 126, Rowohlt Berlin 1996
- Schahrijars Ring, Rowohlt 1997
- Formen des Lebens (zur Theaterarbeit gemeinsam mit Herbert Gantschacher), edition selene 1999
- Die Fragen zum Kalender, edition selene 1999
- Sara und Serafina, Roman (Originaltitel: Sara i Serafina, übersetzt von Barbara Antkowiak), Rowohlt, Berlin 2000, ISBN 3-87134-409-5
- Das Buch der Gärten, Insel 2002
- Poetik der Grenze (gemeinsam mit Markus Jaroschka), Steirische Verlagsgesellschaft 2003
- Der nächtliche Rat. Insel, Frankfurt am Main/Leipzig 2006, ISBN 978-3-458-17291-8.
- Berichte aus der dunklen Welt. Insel 2007.
- Die Schatten der Städte, Essays, aus dem Bosnischen von Katharina Wolf-Grießhaber, Insel, Berlin 2010, ISBN 978-3-458-17451-6.
- Der Trost des Nachthimmels, Roman, aus dem Bosnischen von Katharina Wolf-Grießhaber, Suhrkamp, Berlin 2016, ISBN 978-3-518-42531-2.
- Ein Haus für die Müden, Fünf Geschichten, aus dem Bosnischen von Katharina Wolf-Grießhaber, Suhrkamp, Berlin 2019, ISBN 978-3-518-42833-7.
- Tagebuch der Übersiedlung, aus dem Bosnischen von Katharina Wolf-Grießhaber, Suhrkamp, Berlin 2021, ISBN 978-3-518-42981-5.[10]
- Einübung ins Schweben: Eine ethische und existentielle Grenzerfahrung vom literarischen Chronist Sarajevos, aus dem Bosnischen von Katharina Wolf-Grießhaber, Suhrkamp, Berlin 2023, ISBN 978-3-518-43122-1

Theatertexte
- Al-Mukaffa, Wieser 1994
- Povuceni Andjeo / Der entrückte Engel, ARBOS 1995
- Das Konzert der Vögel, edition selene 1997
- Gastmahl, Lichtungen 2005

Theaterarbeit
- Das Rad der heiligen Katharina, Uraufführung Sarajevo 1990
- Al-Mukaffa, Uraufführung Wien 1994 im Theater Akzent durch ARBOS – Gesellschaft für Musik und Theater
- Der Gesang der Narren von Europa, Literarische Installation eines Librettos gemeinsam mit Herbert Gantschacher, Uraufführung 1994 im Künstlerhaus Salzburg durch ARBOS – Gesellschaft für Musik und Theater
- Povuceni Andjeo, Uraufführung 1995 beim Donaufestival in Krems durch ARBOS – Gesellschaft für Musik und Theater
- Das Konzert der Vögel, Uraufführung 1997 im Künstlerhaus Salzburg durch ARBOS – Gesellschaft für Musik und Theater
- Der Atlas des Empfindens, Uraufführung 1999 Frankfurt an der Oder
- Babylon oder die Reise der schönen Jutte, Uraufführung 1999 im Europäischen Kulturzentrum Erfurt durch ARBOS – Gesellschaft für Musik und Theater
- Die Fremden, Uraufführung 2001 im Wiener Theater des Augenblicks durch ARBOS – Gesellschaft für Musik und Theater
- UROBOS: Project Time gemeinsam mit Herbert Gantschacher, Uraufführung 2001 beim Singapore Arts Festival durch ARBOS – Gesellschaft für Musik und Theater
- Schnee und Tod (für die Bühne eingerichtet von Herbert Gantschacher), Uraufführung 2002 im Wiener Theater des Augenblicks durch ARBOS – Gesellschaft für Musik und Theater
- Am Rande der Wüste, Uraufführung 2003 in der neuebuehnevillach durch ARBOS – Gesellschaft für Musik und Theater
- Eine alte orientalische Fabel, Uraufführung 2004 im Wiener Theater des Augenblicks durch ARBOS – Gesellschaft für Musik und Theater
- Die einen und die anderen, Uraufführung 2005 im Wiener Theater des Augenblicks durch ARBOS – Gesellschaft für Musik und Theater
- Gastmahl, Uraufführung 2005 in der neuebuehnevillach durch ARBOS – Gesellschaft für Musik und Theater
- Die Landkarten der Schatten, Uraufführung in Österreichischer Gebärdensprache 2011 durch ARBOS – Gesellschaft für Musik und Theater
- Prinzip Gabriel, Uraufführung 2014 im Wiener Schauspielhaus durch ARBOS – Gesellschaft für Musik und Theater[11]

Klassikerbearbeitungen
- Woyzeck, Dramenfragment von Georg Büchner, Uraufführung 1999 Nationaltheater Sarajevo, österreichische Erstaufführung 2007 im Wiener Theater des Augenblicks durch ARBOS – Gesellschaft für Musik und Theater
- Der Tod des Empedokles, Fragmente eines Trauerspiels von Friedrich Hölderlin bearbeitet von Dževad Karahasan (Idee) und Herbert Gantschacher (Dramaturgie) mit Musik von Viktor Ullmann und Wolfgang Danzmayr, Uraufführung 2005 im Wiener Theater des Augenblicks durch ARBOS – Gesellschaft für Musik und Theater

Hörspiele
- „Al-Mukaffa“ ORF 1994
- „Der entrückte Engel“ ORF 1995 (Regie: Herbert Gantschacher)

CD
- Al-Mukaffa, ARBOS 1996
- Der Gesang der Narren von Europa, ORF ARBOS 1998
- UROBOS: Project Time, Singapore Arts Festival 2001
- Gastmahl, Tonstudio Weikert ARBOS 2006